# Dół nadkłowy
Dół nadkłowy (łac. fossa canina) – w anatomii człowieka płaskie zagłębienie, położone poniżej otworu podoczodołowego i nasady wyrostka jarzmowego. Dół nadkłowy znajduje się na wysokości kła i od niego zaczerpnął swoją nazwę.
Stanowi fragment przedniej ściany zatoki szczękowej. Blaszka kostna tworząca dół nadkłowy jest zwykle dość cienka. Zostało to wykorzystane przez otolaryngologów i chirurgów szczękowo-twarzowych, którzy właśnie przez dół nadkłowy dochodzą do zatoki szczękowej podczas operacji Caldwella-Luca.
Dół nadkłowy stanowi miejsce przyczepu jednego z mięśni mimicznych – mięśnia dźwigacza kąta ust.